# Parásito obligado

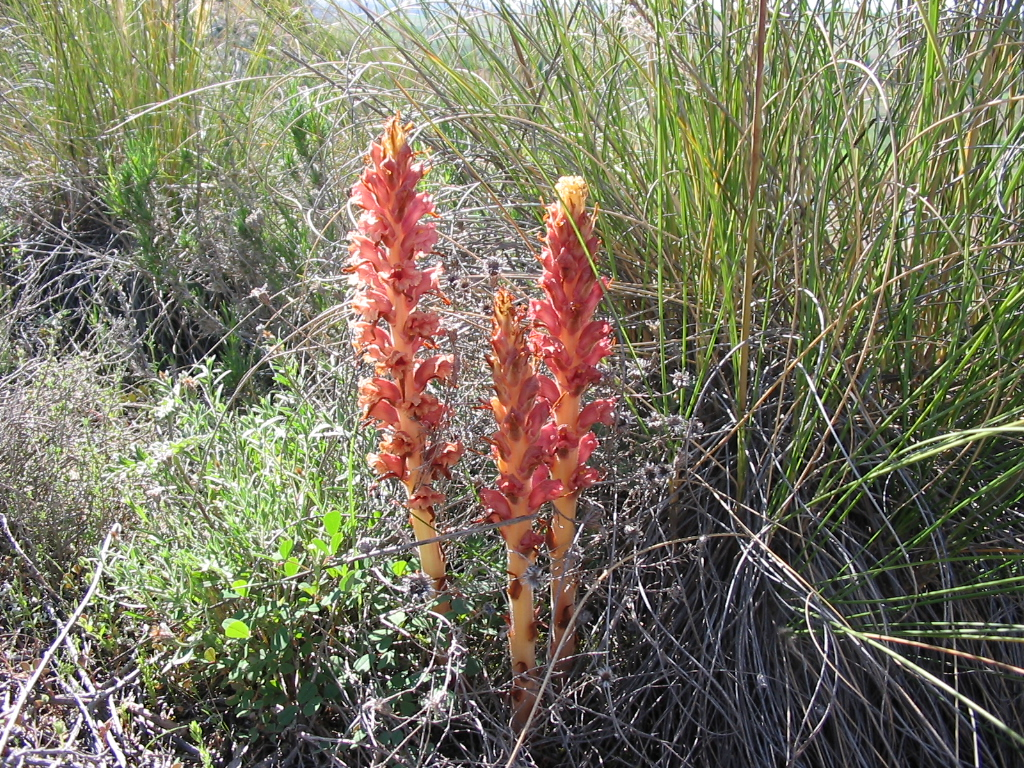
El espárrago de lobo (Orobanche rapum-genistae) es una planta parásita obligada ya que no posee clorofila y para realizar su ciclo vital debe parasitar otras plantas.

Un parásito obligado u holoparásito es un organismo parásito que no puede completar su ciclo vital sin explotar a un huésped adecuado. Si un parásito obligado no puede conseguir un huésped, no logrará reproducirse. A diferencia de los parásitos facultativos, que pueden actuar como parásitos pero no dependen de su hospedador para continuar su ciclo vital. Los parásitos obligados han desarrollado diversas estrategias parasitarias para explotar a sus huéspedes. Los holoparásitos y algunos hemiparásitos son obligados.
Para el parásito es ventajoso preservar la salud de su hospedador cuando esto es compatible con sus requisitos nutricionales y reproductivos, excepto cuando la muerte del hospedador es necesaria para la transmisión.

## Especies
El parasitismo obligado se da en una serie de organismos, con ejemplos en virus, bacterias, hongos, plantas y animales, que son incapaces de completar su desarrollo sin pasar al menos por una fase parasitaria necesaria para su ciclo vital.
Tanto si se considera a los virus organismos vivos como si no, no pueden reproducirse si no es por medio de los recursos de las células vivas. Por consiguiente, es conveniente y habitual considerarlos parásitos intracelulares obligados.
En la familia Vespidae, Vespula austriaca es un ejemplo de parásito reproductor obligado; su huésped común es Vespula acadica. En el género Bombus, B. bohemicus es un parásito obligado de B. locurum, B. cryptarum y B. terrestris.

## Interacción huésped-parásito

### Ciclo de vida
Los ciclos de vida parasitarios implican la explotación de al menos un hospedador. Se dice que los parásitos que infectan a una sola especie tienen ciclos de vida directos, por ejemplo, la especie de anquilostoma Necator americanus. Los parásitos que infectan a más de un huésped tienen un ciclo de vida complejo o indirecto, como el plasmodio de la malaria.

#### Huésped intermediario o final
Un hospedador intermedio o secundario es explotado por el parásito sólo durante un breve periodo de transición. Un hospedador final o primario es explotado por el parásito y es el único lugar en el que el parásito puede alcanzar la madurez y, si es posible, reproducirse sexualmente. Por ejemplo, Ribeiroia ondatrae utiliza el caracol Ramshorn como primer hospedador intermediario, anfibios y peces como segundos hospedadores intermediarios y aves como hospedadores definitivos.

### Permanencia parasitaria
Los parásitos obligados no necesariamente pasan todo el tiempo comportándose como parásitos. Cuando un parásito es permanente, se producen varias generaciones en o sobre el huésped de un individuo infestado. Los piojos son un ejemplo de ello. Los parásitos temporales son organismos cuyo modo de vida parasitario se limita a unas pocas o incluso a una sola fase de desarrollo. Un ejemplo de ello es la fase larvaria de los ácaros de la cosecha, mientras que la fase adulta no es parasitaria.

### Localización en el hospedador
El parásito puede vivir fuera del hospedador (ectoparásito); por ejemplo, una garrapata o un sarcoptes. 

El parásito puede vivir dentro del hospedador (endoparásito); por ejemplo, la duela. Un parásito obligado que no vive directamente en o sobre el hospedador, sino que actúa a distancia -por ejemplo, un cuco que incuba y es criado por no parientes- se conoce como parásito de cría.

### Estrategias de invasión
Para establecer la infestación en un hospedador susceptible, los parásitos obligados deben evadir las defensas antes, durante y después de entrar en el hospedador. Debido a la gran variedad de tipos de parásitos obligados, es imposible identificar una estrategia general de invasión. Los parásitos intracelulares utilizan diversas estrategias para invadir las células y subvertir las vías de señalización celular. La mayoría de las bacterias y virus se someten a una captación pasiva, en la que dependen de la célula huésped para su absorción. Un parásito obligado de las avispas, Polistes atrimandibularis, se infiltra en la colonia de su hospedador modificando su firma química para que coincida con la del hospedador, lo que hace creer a las avispas hospedadoras que el parásito es uno de los suyos.

#### Evasión de las defensas del huésped
Varios parásitos intracelulares obligados han desarrollado mecanismos para evadir las defensas celulares de sus hospedadores, incluida la capacidad de sobrevivir en distintos compartimentos celulares.
Uno de los mecanismos que emplean los hospedadores en su intento de reducir la replicación y propagación de patógenos es la apoptosis (muerte celular programada). Algunos parásitos obligados han desarrollado formas de suprimir este fenómeno, por ejemplo Toxoplasma gondii, aunque el mecanismo aún no se conoce del todo.

## Manipulación del comportamiento del huésped
Los cambios en el comportamiento del hospedador tras la infección por parásitos obligados son muy comunes. Se observa un comportamiento inusual en los individuos infectados y, si su complejidad sugiere que este comportamiento beneficiará la transmisión del parásito, se dice que es un ejemplo de manipulación adaptativa. Sin embargo, es difícil demostrar que los cambios en el comportamiento son el resultado de un proceso selectivo que favorece la transmisión del parásito. Se ha sugerido que estos cambios pueden ser simplemente un efecto secundario de la infección. No se ha demostrado que la mayoría de los cambios de comportamiento conduzcan a un aumento de la aptitud del hospedador o del parásito. Un ejemplo de este comportamiento es la atracción de las ratas por la orina de gato tras la infección con Toxoplasma gondii. Sin embargo, las "metáforas científicas, incluidos los antropomorfismos" que se utilizan a veces en "los medios de comunicación populares y la literatura científica" para describir la manipulación del comportamiento del hospedador se han descrito como "pegadizas, pero engañosas".

### Fenotipo extendido
En algunos casos, el comportamiento que observamos en un organismo no se debe a la expresión de sus genes, sino a los genes de los parásitos que lo infectan. Este comportamiento es un fenotipo extendido.

### Evolución de la manipulación del comportamiento del huésped
Se han sugerido tres rutas evolutivas principales para la aparición de la manipulación del comportamiento del hospedador por parte de los parásitos. La primera es un escenario de manipulación impulsado por el parásito, mientras que la segunda y la tercera son escenarios de manipulación impulsados por el hospedador.
1. Manipulación sensu stricto (fenotipo extendido -el comportamiento aborrecible mostrado por los hospedadores parasitados resulta de la expresión de los genes del parásito-) esta capacidad podría haber sido producto de la selección natural en un parásito ancestral con el rasgo.[19]
2. La estrategia mafiosa: represalias por incumplimiento (p. ej., cuco moteado y urraca) Las urracas que expulsan los huevos de los cucos de su nido sufren una tasa de depredación mucho mayor.[19]
3. La explotación de las respuestas compensatorias induce respuestas compensatorias del hospedador, ya que éstas pueden coincidir, al menos parcialmente, con las vías de transmisión de los parásitos. Por ejemplo, el ectoparásito de transmisión sexual Chrysomelobia labidomerae, que parasita al escarabajo de la hoja hospedador Labidomera clivicollis~, los machos infectados muestran un comportamiento sexual incrementado y, como resultado, aumentan los contactos inter e intra sexuales (copulación y competencia) que proporcionan más oportunidades para la transmisión del parásito.[20]

Se ha sugerido que los comportamientos de fenotipo ampliado no son adaptativos, sino exaptativos. Aunque pueden tener un beneficio para el organismo parásito, no surgieron con la intención de este beneficio.

## Mimetismo parasitario en los parásitos de cría
El cárabo y el cuco necesitan los nidos y los cuidados parentales de otros paseriformes para que sus crías puedan emplumecer. Son los llamados parásitos de cría. La especie de ave parásita imita los patrones y colores de los huevos de la especie hospedadora, lo que reduce el rechazo de los huevos. Los pollos de algunas especies son capaces de manipular el comportamiento del hospedador emitiendo llamadas rápidas que imitan el sonido emitido por hasta cuatro de los pollos del hospedador. El mimetismo de la especie hospedadora también se da en las especies de avispas Polistes semenowi y Polistes sulcifer y en la especie de abejorros Bombus bohemicus, en las que el parásito cambia sus proporciones de hidrocarburos cuticulares, sustancias químicas de identificación específicas de la especie y de la colonia, para que coincidan con las de la especie hospedadora usurpada.
Varias especies de mariposas también muestran un comportamiento parasitario. Un ejemplo es Niphanda fusca, una mariposa que libera hidrocarburos cuticulares (HCC) para engañar a la hormiga hospedadora, C. japonicus, y hacer que adopte la larva como propia en su nido. La hormiga criará entonces la larva de la mariposa, alimentándola directamente de boca a boca, hasta que pupa.
Se ha propuesto que este mimetismo ha evolucionado a través de dos procesos: bien como respuestas coevolutivas a las defensas del hospedador contra los parásitos de la cría, bien modificando estrategias preexistentes de aprovisionamiento del hospedador. La competencia entre las crías del parásito y del hospedador por los recursos parentales podría llevar a la exageración de los aspectos de la señal que explotan más eficazmente a los padres hospedadores.

## Evolución del parasitismo obligatorio
La teoría actual de la biología evolutiva indica que las relaciones hospedador-parásito pueden evolucionar hacia estados de equilibrio de enfermedad grave, lo que difiere de la creencia convencional de que el comensalismo es el equilibrio ideal tanto para el hospedador como para el parásito.